# Kodriver
Kodriver (Primula) er en slægt med arter, som er udbredt i Europa, Asien og Nordamerika med hovedvægten i Østasien. Det er flerårige (eller sjældent: enårige), urteagtige planter. Ofte er stængler og blade overtrukket med et melet lag, og hos nogle arter er de overjordiske dele behårede. Blomsterne er samlet i endestillede stande på særlige stængler. De er tvekønnede, 5-tallige og regelmæssige, dog sådan at den enkelte blomst har forskudt aktivering af henholdsvis støvdragere og støvfang. Kronbladene er sammenvoksede til et rør med en fri krave. Frugterne er kapsler med mange frø.
Kodrivere har heterostyli.
Følgende arter findes vildtvoksende eller dyrket i Danmark:
| Vildtvoksende danske arter |

- Fladkravet kodriver (Primula elatior) (Temmelig almindelig på øerne og i Østjylland).
- Hulkravet kodriver (Primula veris) (Almindelig på nær i Midt- og Vestjylland)
- Melet kodriver (Primula farinosa) (Kun i Nordsjælland og på Bornholm. Meget sjælden og i tilbagegang)
- Rank kodriver (Primula stricta) (kun Grønland)
- Storblomstret kodriver (Primula vulgaris) (Temmelig almindelig i dele af Jylland og øerne)

| Dyrkede arter |

- Etageprimula (Primula bulleyana)
  - Gul etageprimula (Primula bulleyana subsp. bulleyana)
  - Rød etageprimula (Primula bulleyana subsp. beesiana)
- Hyacinthprimula (Primula vialii)
- Japansk primula (Primula japonica)
- Kugleprimula (Primula denticulata)
- Kæmpeprimula (Primula florindae)
- Ægte aurikel (Primula auricula)

| Andre arter |

| - Primula agleniana - Primula algida - Primula allionii - Primula alpicola - Primula amethystina - Primula aurantiaca - Primula austrofrigida - Primula bathangensis - Primula bella - Primula bhutanica - Primula blattariformis - Primula borealis - Primula boreiocalliantha - Primula bracteata - Primula burmanica - Primula calliantha - Primula capitata - Primula carniolica - Primula cernua - Primula chionantha - Primula chungensis - Primula cockburniana | - Primula conspersa - Primula cortusoides - Primula deflexa - Primula dryadifolia - Primula elongata - Primula eximia - Primula farreriana - Primula fistulosa - Primula flaccida - Primula floribunda - Primula florida - Primula forrestii - Primula fragrans - Primula frondosa - Primula gemmifera - Primula geraniifolia - Primula giraldiana - Primula gracilenta - Primula hendersonii - Primula heucherifolia - Primula hidakana - Primula hirsuta | - Primula involucrata - Primula jeffreyi - Primula jesoana - Primula juliae - Primula kingii - Primula kisoana - Primula latiloba - Primula laurentiana - Primula listeri - Primula macrophylla - Primula maguirei - Primula malacoides - Primula malvacea - Primula marginata - Primula matthioli - Primula meadia - Primula minkwitziae - Primula minor - Primula modesta - Primula mollis - Primula moupinensis - Primula muscarioides | - Primula nivalis - Primula obconica - Primula obtusifolia - Primula parryi - Primula pauciflora - Primula petiolaris - Primula pinnatifida - Primula poissonii - Primula polyneura - Primula praenitens - Primula prenantha - Primula prolifera - Primula pulchella - Primula pulchra - Primula pulverulenta - Primula reinii - Primula reticulata - Primula rockii - Primula rosea - Primula rotundifolia - Primula sapphirina - Primula secundiflora | - Primula septemloba - Primula serratifolia - Primula sieboldii - Primula sikkimensis - Primula sinolisteri - Primula sinomollis - Primula sonchifolia - Primula souliei - Primula standleyana - Primula stuartii - Primula szechuanica - Primula takedana - Primula tetrandra - Primula tschuktschorum - Primula utahensis - Primula valentiniana - Primula verticillata - Primula watsonii - Primula wattii - Primula wilsonii - Primula yunnanensis |